# 科莫湖车站
科莫湖车站（Stazione di Como Lago）是意大利科莫的一个火车站。车站位于湖边，步行5分钟即可到达市中心。
火车服务由 Trenord公司 独家运营，往返于科莫湖车站与米兰卡多尔纳车站之间。该站是从米兰卡多尔纳车站出发的线路的终点站。

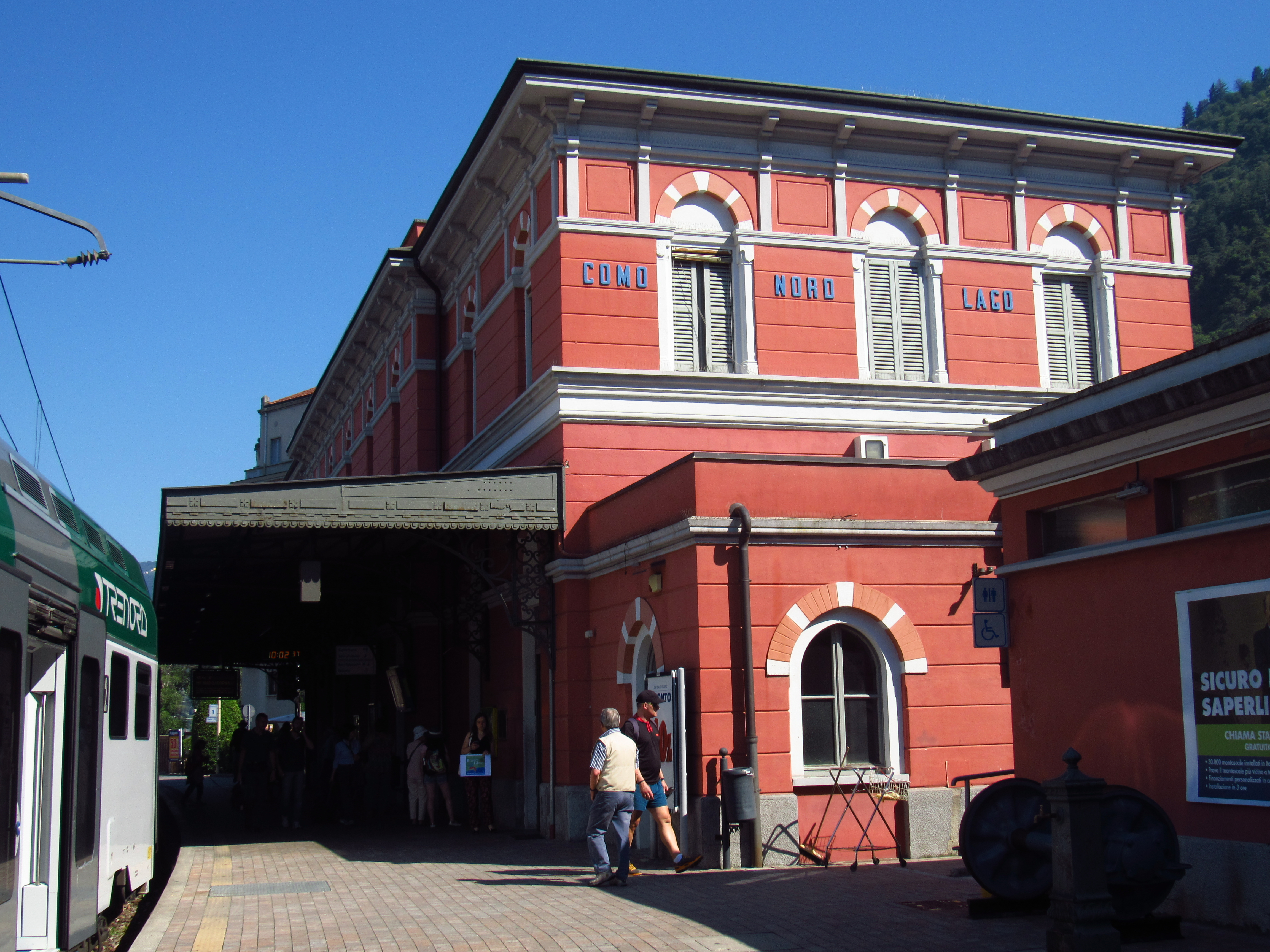